# Ivankiv, Korop
Ivankiv (în ucraineană Іваньків) este un sat în comuna Krîskî din raionul Korop, regiunea Cernihiv, Ucraina.

## Demografie
Componența lingvistică a localității Ivankiv
     Ucraineană (99,49%)
     Alte limbi (0,51%)
Conform recensământului din 2001, majoritatea populației localității Ivankiv era vorbitoare de ucraineană (99,49%), existând în minoritate și vorbitori de alte limbi.